# Kloramfenikol

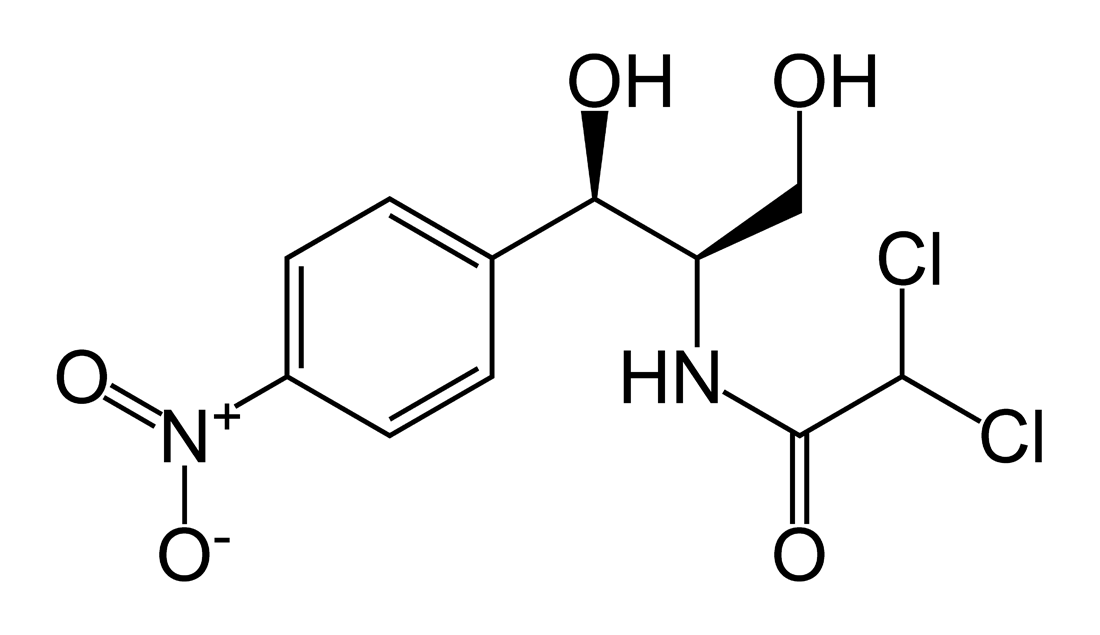
Kemisk formel: C_{11}H_{12}Cl_{2}N_{2}O_{5}Molmassa: 323,132 g/mol
CAS-nummer: 56-75-7
Biotillgänglighet: 75 - 90%

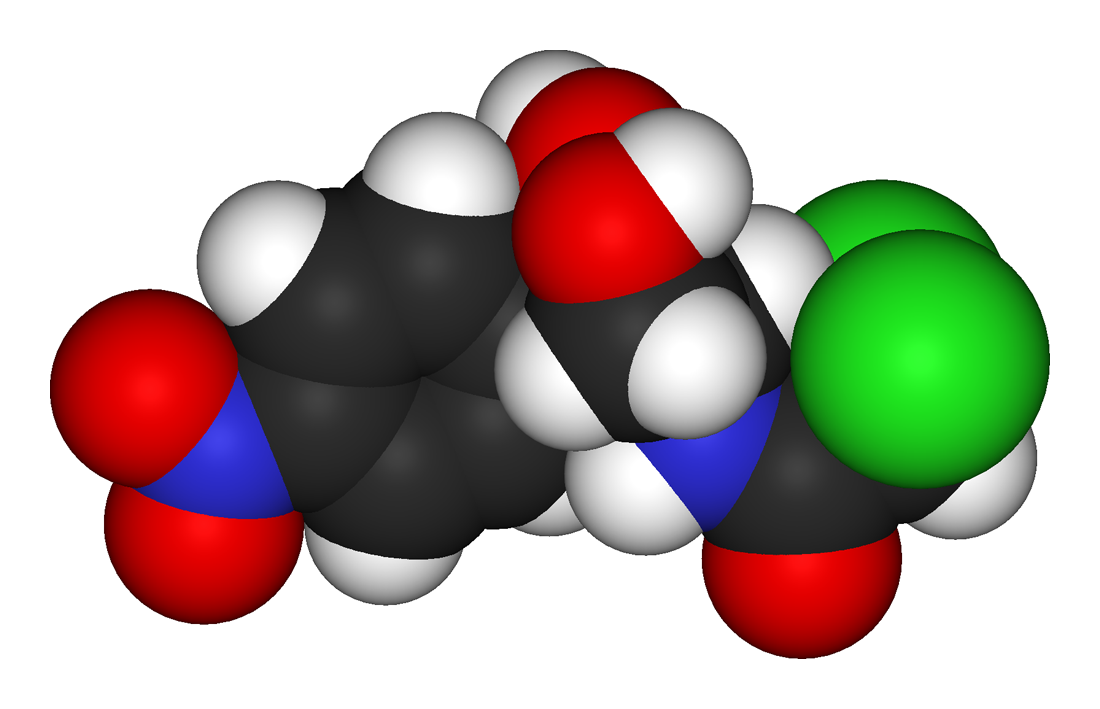
Denna bild är en 3D modell av kloramfenikol

Kloramfenikol är ett unikt bredspektrumantibiotikum som isolerades från bakterien Streptomyces venezuelae. Kemiskt innehåller det en nitrobensenring och är inte kemiskt besläktat med andra antibiotikagrupper. Kloramfenikol är ett ögonläkemedel. Detta läkemedel användes vid olika typer av infektioner som bakterier orsakar. Det kan därför användas som alternativ vid svåra infektioner hos exempelvis penicillinallergiska patienter. Dess antibakteriella verkan sker genom att hämma proteinsyntesen i bakterien.
Kloramfenikol upptäcktes 1947.

## Syntes

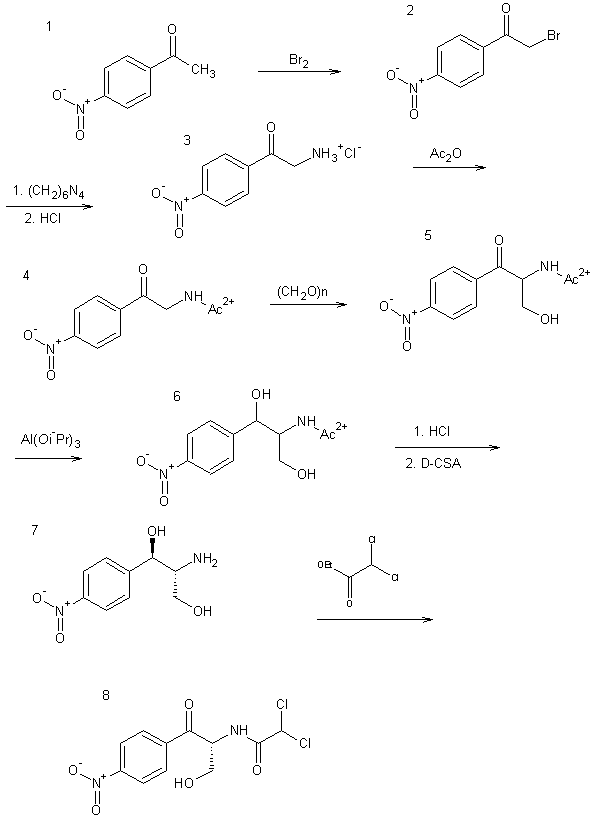

Denna bild är en syntes för Kloramfenikol.

## Användningsområde
Kloramfenikol finns som både ögondroppar och ögonsalva. Läkemedlet är receptbelagt. Kloramfenikol används vid olika sorters ögoninfektioner orsakad av bakterier som t.ex. ögonkörtelinflammation, ögonlocksinflammation, bindhinneinflammation eller hornhinneinflammation. Genom att använda kloramfenikol så sätter man snabbt de sjukdomsalstrade bakterierna ur spel så att besvären avtar. 

## Farmakologi
Kloramfenikol verkar genom att reversibelt binda till peptidyl-transferas-delen av 50S subenheten av ribosomen och hämmar därmed peptidens förlängning. Det resorberas inte i nämnvärd via huden men snabbt och närmast fullständigt vid peroral tillförsel så samma toppkoncentration erhålls i blodet som efter intravenös tillförsel av samma mängd. Det diffunderar bra ut i vävnader och kroppsvätskor och passerar moderkakan till fostret och utsöndras i bröstmjölk. Blod-hjärnbarriären passeras och antibiotikat används därför vid behandling av bakteriella infektioner som hjärnhinneinflammation, hjärnabscess och ögoninflammation. Inaktiveringen sker genom glukoronisering i levern med utsöndring av den inaktiva metaboliten via njurarna.

## Antibakteriellt spektrum
Kloramfenikol verkar bakteristatiskt mot både grampositiva och gramnegativa bakterier, såväl aeroba som anaeroba. I höga doser kan det ha baktericid effekt mot pneumokocker, meningokocker och Haemophilus influenzae, som samtliga orsakar mycket allvarliga infektioner. Därtill är det effektivt mot klamydia, mykoplasma och rickettsior. Däremot har det tveksam effekt mot meticillinresistenta stafylokocker (MRSA respektive MRSE) liksom mot serratiaarter och Enterobacter spp. Pseudomonasarterna är resistenta.
Antibiotikaresistensen är plasmidmedierad.

## Biverkningar
Kloramfenikol är benmärgtoxiskt med dels en dosberoende reversibel benmärgsdepression och dels med en icke dosberoende vanligen dödlig aplastisk anemi, som kan debutera veckor eller månader efter kloramfenikolbehandlingen. Mekanismen till den aplastiska anemin är ofullständigt känd. Risken för aplastisk anemi är i storleksordningen 1/25 000-40 000 behandlingskurer. Vid lokalbehandling med ögondroppar är risken ännu mindre.
Nyfödda barn, särskilt prematura, med ännu ej fullt utvecklad leverfunktion kan utveckla så kallat "Gray baby-syndrom". Kloramfenikol hämmar leverns mikrosomala enzymer så effekten av läkemedel som warfarin och orala antidiabetesmedel förstärks.
På grund av biverkningarna används kloramfenikol sällan idag i västvärlden, såväl vad gäller intravenös som peroral behandling. Det är dock alltjämt välanvänt som antibakteriellt medel vid ögoninfektioner. I länder med sämre socio-ekonomiska förhållanden används det mer, eftersom det är billigt och hållbart.

### Graviditet
Det finns inte tillräckligt med kunskap om och hur kloramfenikol påverkar foster. Därför är det bättre att rådgöra med en läkare ifall du behöver använda läkemedlet under graviditeten.